# Batalha de Chelsea Creek
A Batalha de Chelsea Creek foi o segundo confronto militar da Campanha de Boston durante a Guerra da Independência dos Estados Unidos da América. Também é conhecida como a Batalha da Ilha Noddle, Batalha da Ilha Hog e Batalha do Estuário de Chelsea. O confronto teve lugar entre 27 e 28 de Maio de 1775, em Chelsea Creek, salinas, lodaçais e ilhas de Boston Harbor, a nordeste da península de Boston. Muitas destas áreas foram-se unindo com o continente pelo ganho da terra ao mar e fazem, actualmente, parte de East Boston, Chelsea, Winthrop e Revere.
Os colonos americanos, para dificultar a vida às tropas britânicos, e fortalecer o cerco de Boston, retiraram o gado e o trigo das ilhas vizinhas de Boston. A escuna britânica  Diana foi destruída e o seu armamento foi recolhido pelos colonos. Foi a primeira captura naval da guerra, e representou um significativo aumento do moral das forças coloniais.